# OPS-301
El Operationen- und Prozedurenschlüssel (OPS) (Códigos de operaciones y procedimientos), llamado OPS-301 desde 2005 hasta 2012, es la modificación alemana de la Clasificación Internacional de Procedimientos en Medicina (en inglés International Classification of Procedures in Medicine o ICPM). Actualmente OPS es la clasificación oficial para procedimientos médicos usada en los hospitales alemanes y por los médicos residentes. Además de su uso en el control, verificación y estadísticas de rendimiento, es utilizado en el procesamiento de reclamaciones de pacientes hospitalizados de acuerdo a los Grupos alemanes relacionados con el diagnóstico (German Diagnosis-Related Groups o G-DRG).
El OPS es proporcionado anualmente por Instituto Alemán de Documentación e Información Médica (Deutsches Institut für Medizinische Dokumentation und Information o DIMDI).
Para codificar de acuerdo con los G-DRG, también se requieren códigos de enfermedad basados en el ICD-10-GM (la modificación alemana del estándar actual de la OMS). Hoy en día, esta tarea la realizan a menudo especialistas capacitados en estas codificaciones.

## Historia
La base para OPS fue la ICPM-DE holandesa, a partir de la cual se creó la clasificación de procedimiento OPS-301 según §301 SGB V. La versión 1.0 de OPS-301 se publicó el 14 de octubre de 1994 y entró en vigor el 1 de enero de 1995. Originalmente el OPS-301 era un subconjunto de ICPM, pero se ha sido ampliado para incluir un número significativo de códigos nacionales desde la versión 2.0 (vigente en 2001). La clasificación OPS ganó una enorme importancia con la introducción del sistema de tarifas planas por caso según los G-DRG en 2004.
Con la versión de 2005, se omitió el sufijo "-301", debido a que la aplicación de OPS ya no se limitaba a los casos regulados por §301 SGB V, sino que se ampliaba a procedimientos ambulatorios en hospitales (§115b SGB V) y atención ambulatoria por médicos privados (§295 SGB V).

## Propiedades y métricas de OPS 2008

### General
- 6 capítulos de procedimientos, no numerados consecutivamente:
  - Capítulo 1 - Procedimientos diagnósticos
  - Capítulo 3 - Diagnóstico por imágenes
  - Capítulo 5 - Operaciones
  - Capítulo 6 - Medicamentos
  - Capítulo 8 - Medidas terapéuticas no quirúrgicas
  - Capítulo 9 - Medidas complementarias
- 65 títulos de sección (por ejemplo, 5-29 a 5-31: Operaciones en faringe, laringe y tráquea)
- Aproximadamente 230 clases de procedimientos en un sistema de tres dígitos (por ejemplo, 5-31: Otras operaciones laríngeas y operaciones en la tráquea)
- Aproximadamente 1400 clases de procedimientos en un sistema de cuatro dígitos (por ejemplo, 5-314: escisión, resección y destrucción (de tejido enfermo) de la tráquea)
- Aproximadamente 7800 clases de procedimientos en un sistema de cinco dígitos (por ejemplo, 5-314.1: resección)
- Aproximadamente 18700 clases de procedimientos adicionales en un sistema de seis dígitos (p. ej., 5-314.11: (resección) con anastomosis de extremo a extremo)
- Notación: primeros tres caracteres numéricos, cuarto carácter alfanumérico, quinto y sexto carácter alfanumérico (con letras para clases residuales: "x": cualquier otro procedimiento, "y": no especificado)
- Criterios de clasificación, en primer lugar topográficos (sin orientación por especialidad clínica)
- No se utilizan todos los dígitos de la clasificación de cuatro dígitos (para asegurar la comparabilidad con el ICPM original)
- Se requiere más de un código en caso de cambio de quirófano o complicaciones intraoperatorias
- Reglas de inclusión y exclusión, más información en el nivel más alto posible en la jerarquía
- Clasificación mono-jerárquica con respecto a la fisiología

### Procedimientos de diagnóstico
- 1: Procedimientos de diagnóstico
  - 1-10...1-10: exploración física
  - 1-20...1-33: estudio de los sistemas biológicos individuales
  - 1-40...1-49: biopsia sin incisión
  - 1-50...1-58: biopsia con incisión
  - 1-61...1-69: endoscopia diagnóstica
  - 1-70...1-79: pruebas de funcionamiento
  - 1-84...1-85: medidas de diagnóstico exploratorias
  - 1-90...1-99: otras medidas de diagnóstico

### Radiología
- 3: Radiología
  - 3-03...3-05: ultrasonido
  - 3-10...3-13: radiografía de proyección
  - 3-20...3-26: tomografía axial computarizada (TAC)
  - 3-30...3-30: técnicas ópticas
  - 3-60...3-69: representación del sistema vascular
  - 3-70...3-76: procedimiento de diagnóstico por medicina nuclear
    - 3-70: gammagrafía
    - 3-72: tomografía computarizada de emisión monofotónica (SPECT)
    - 3-73: tomografía computarizada de emisión monofotónica con tomografía axial computarizada (SPECT / TAC)
    - 3-74: tomografía por emisión de positrones (PET) con escáner de cuerpo entero
    - 3-75: tomografía por emisión de positrones con tomografía axial computerizada (PET / TAC)
    - 3-76: medidas de sonda y de incorporación

  - 3-80...3-84: imagen por resonancia magnética (IRM)
  - 3-90...3-90: otras técnicas de imagen
  - 3-99...3-99: información adicional sobre técnicas de imagen

### Operaciones
- 5: Operaciones
  - 5-01...5-05: operaciones del sistema nervioso (neurocirugía)
  - 5-06...5-07: operaciones sobre glándulas endocrinas (cirugía endocrina)
  - 5-08...5-16: operaciones del ojo (cirugía ocular)
  - 5-18...5-20: operaciones del oído
  - 5-21...5-22: operaciones de la nariz y los senos paranasales
  - 5-23...5-28: operaciones de boca y cara
  - 5-29...5-31: operaciones de faringe, laringe y tráquea
  - 5-32...5-34: operaciones de pulmón y bronquio
  - 5-35...5-37: cirugía cardíaca
  - 5-38...5-39: operaciones de los vasos sanguíneos (cirugía vascular)
  - 5-40...5-41: operaciones del sistema hematopoyético y linfático
  - 5-42...5-54: operaciones del tracto digestivo (cirugía del sistema digestivo)
  - 5-55...5-59: operaciones del sistema urinario
  - 5-60...5-64: operaciones de los órganos genitales masculinos
  - 5-65...5-71: operaciones de los órganos genitales femeninos
  - 5-72...5-75: cirugía obstétrica
  - 5-76...5-77: operaciones de la mandíbula y los huesos faciales
  - 5-78...5-86: operaciones del sistema musculoesquelético
  - 5-87...5-88: operaciones de mama
  - 5-89...5-92: operaciones de la piel y tejido subcutáneo
  - 5-93...5-99: información adicional sobre operaciones

### Medicamentos
- 6: Medicamentos

### Medidas terapéuticas no quirúrgicas
- 8: Medidas terapéuticas no quirúrgicas
  - 8-01...8-02: administración de medicamentos e inyección nutricional y terapéutica
  - 8-03...8-03: inmunoterapia
  - 8-10...8-11: eliminación de material extraño y concreciones
  - 8-12...8-13: manipulación del tracto digestivo y del tracto urinario
  - 8-14...8-17: cateterismo, aspiración, punción e irrigación
  - 8-19...8-19: apósitos
  - 8-20...8-22: reducción cerrada y corrección de deformidades
  - 8-31...8-39: inmovilización y almacenamiento especial
  - 8-40...8-41: elongación ósea y otros procedimientos de elongación
  - 8-50...8-51: taponamiento de sangrado y manipulación del feto o del útero
  - 8-52...8-54: radioterapia, terapia de medicina nuclear y quimioterapia
  - 8-55...8-60: rehabilitación temprana y fisioterapia
  - 8-63...8-66: electroestimulación, electroterapia y duración del tratamiento mediante ultrasonidos focalizados
  - 8-70...8-72: medidas para el sistema respiratorio
  - 8-77...8-77: medidas en la reanimación
  - 8-80...8-85: medidas para la circulación sanguínea
  - 8-86...8-86: terapia con células especiales y componentes sanguíneos
  - 8-90...8-91: anestesia y manejo del dolor
  - 8-92...8-93: monitorización del paciente
  - 8-97...8-98: tratamiento complejo
  - 8-99...8-99: información adicional sobre medidas terapéuticas no quirúrgicas

### Medidas adicionales
- 9: Medidas adicionales
  - 9-20...9-20: cuidados y asistencia a los pacientes
  - 9-26...9-28: medidas de parto y tratamiento de la infertilidad
  - 9-31...9-32: foniatría y terapia pedaudiológica
  - 9-40...9-41: tratamiento psicosocial, psicológico, neuropsicológico y psicoterapéutico
  - 9-50...9-50: medidas preventivas
  - 9-60...9-64: tratamiento de trastornos mentales y psicosomáticos y trastornos del comportamiento en adultos
  - 9-65...9-69: tratamiento de trastornos mentales y psicosomáticos y trastornos del comportamiento en niños y adolescentes
  - 9-98...9-99: otras medidas e información complementarias